# 自發粉
自發粉（Self-raising flour），是泡制甜點的常用材料之一，為已混合發粉的麵粉。